# Zeitbudgetforschung
Die Zeitbudgetforschung ist eine Methode im Rahmen der Zeitsoziologie, mit der erfasst werden soll, wie viel Zeit Personen für eine bestimmte Tätigkeit (oder Untätigkeit) innerhalb eines Zeitraums verwenden. Im Kern ist die "Time Budget Methode" ein Instrument zur Rekonstruktion des Tagesablaufs von Befragten. 
Die Erfassung und Analyse des Zeitbudgets der Bevölkerung gehören seit langem zu den Methoden sozialwissenschaftlicher Studien. Sie ersetzen Selbstauskunft, die immer mit Problemen der Selbstwahrnehmung, Erinnerung und Selbstbewertung belastet ist. Zugleich ergeben sich jedoch Probleme, die Zeitverwendung von Personen in einem Protokoll zu erfassen, vor allem dann, wenn es sich bei den Respondenten um Kinder handelt. 
Hoher finanzieller, zeitlicher und personeller Aufwand verhinderten die methodisch angezeigte Verbreitung dieser Erhebungsmethode. Ein aktuelles Feld, in dem ihre Anwendung zunehmend drängend wird, ist die Erfassung der tatsächlichen zeitlichen Nutzung digitaler Medien (Entwicklung von Abhängigkeiten bis hin zu nicht stoffgebundener, ambulant bzw. stationär behandlungsbedürftiger Sucht). 
Wichtiger Wegbereiter der Zeitbudgetforschung war die Marienthalstudie. 
In Deutschland wird seit 1992/93 die Zeitverwendungserhebung vom Statistischen Bundesamt in Zusammenarbeit mit den Statistischen Landesämtern durchgeführt. Die repräsentative amtliche Befragung von Haushalten findet rund alle zehn Jahre statt und zeigt, wie Personen in unterschiedlichen Bevölkerungsgruppen und Haushaltskonstellationen ihre Zeit auf verschiedene Lebensbereiche und Aktivitäten verteilen. Dazu führen alle teilnehmenden Personen ab zehn Jahren drei Tage lang ein Tagebuch, in dem sie ihren Tagesablauf festhalten. Damit macht die ZVE vor allem den Umfang unbezahlter Arbeit (z. B. Haushaltsführung, Kinderbetreuung, Pflege von Angehörigen, Ehrenamt) sichtbar. Das Datenmaterial bietet sich unter anderem als Grundlage für frauen- und familienpolitische Diskussionen und wissenschaftliche Untersuchungen an.